# Bleichenberg
Der Bleichenberg ist ein Hügel in Biberist im Kanton Solothurn in der Schweiz.

## Geographie
Der höchste Punkt des rund zwei Kilometer langen Hügels liegt auf einer Höhe von 502 m ü. M. Der Hügel wird landwirtschaftlich genutzt mit Ackerbau, Viehzucht und Fruchtanbau. Im Nordosten gibt es eine Waldfläche. Im Norden grenzt der Bleichenberg an Zuchwil. Im Osten des Hügels fliesst die Emme. Unterhalb des Bleichenbergs verläuft in einem Tunnel die A5. Am südlichen Hang liegt der Biberister Ortsteil Bleichenberg.

## Nutzung

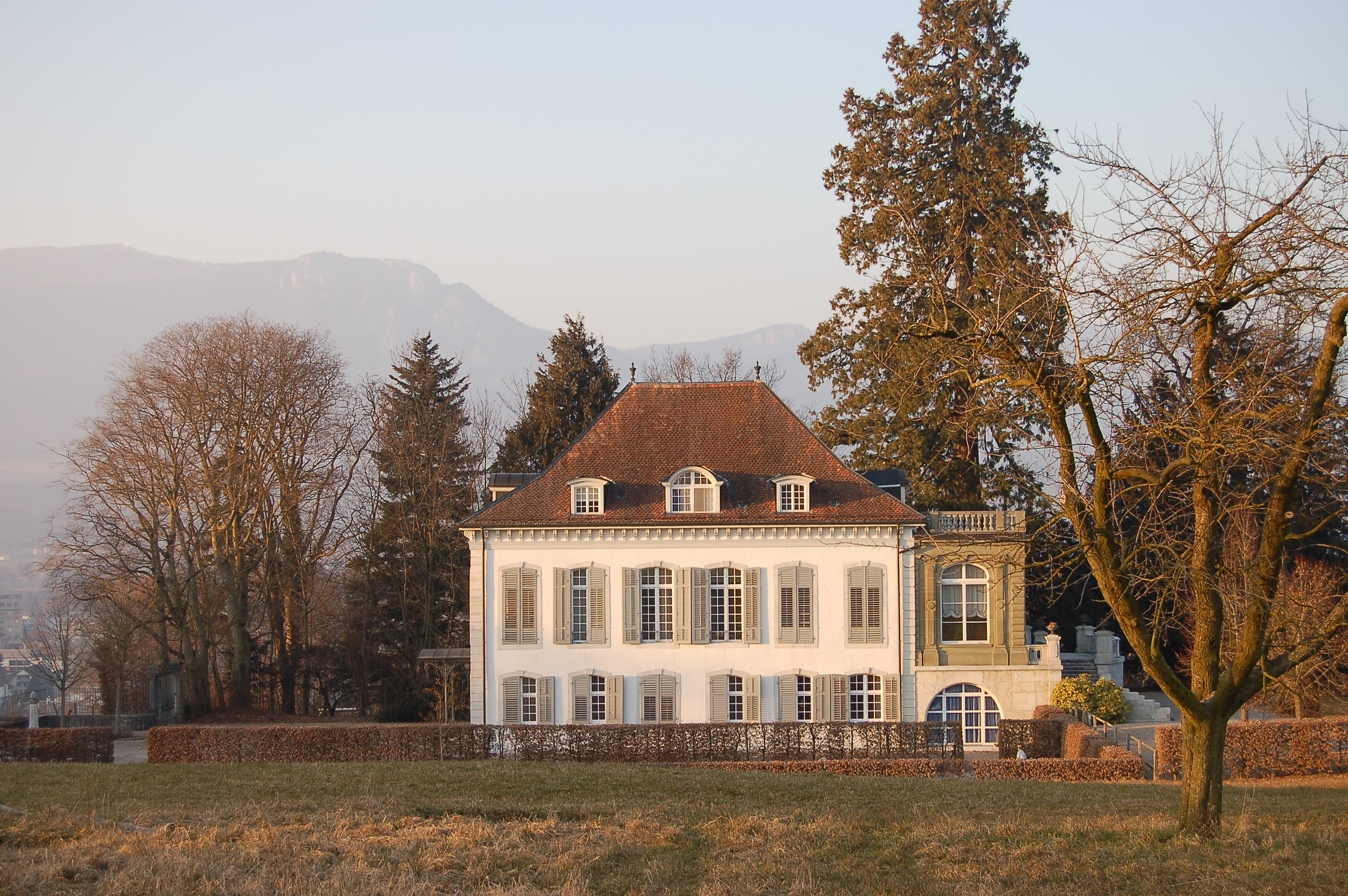
Hinter-Bleichenberg

- Das 1602–1609 von der Familie von Roll gebaute Schlösschen Vorder-Bleichenberg gehört seit 1970 der Moos-Flury-Stiftung. Es wurde 1971 restauriert und ist heute Kunstausstellungs- und Konzertlokal.[1]
- 1738 baute Viktor August von Roll das Hinter-Bleichenberg als Sommervilla. Ab 1872 erweiterte Elisabeth Hänggi das Haus und legte eine Parkanlage im französischen Stil an. Sie vermachte es den Ingebohler Schwestern mit der Auflage, dort ein Altersheim für Arme und Reiche jeder Konfession zu führen und der Bitte, den Namen St. Elisabeth zu verwenden. 1900 wurde eine kleine Kirche gebaut und 1991 ein modernes Heimgebäude mit 40 Zimmern.[2]
- 1937 wurde das Gotthelfhaus als kinderpsychiatrische Durchgangs- und Beobachtungs-Station eröffnet. Es war im Kanton die erste Station, die von der Erwachsenenpsychiatrie getrennt war. Die ärztliche Leitung unterstand bis 1950 Moritz Tramer. Von 1983 bis 2005 gab es auch ein Schulheim.[3] Das Haus wurde von 2007 bis 2010 von der Freien Volksschule Solothurn genutzt[4] und nachher zu Wohnungen umgebaut.
- Auf dem höchsten Punkt des Hügels ist ein Wasserreservoir angelegt. Die Gemeinden Derendingen, Zuchwil und Biberist halten dort gemeinsam die 1. August-Feier ab.
- Die Kulturlandschaft funktioniert auch als Naherholungsgebiet, erreichbar z. B. von der RBS-Bushaltestelle S:t Elisabethen.

## Sonstiges
- Der Zuchwiler Friedhof Bleichenberg wurde am 15. September 1972 eingeweiht.[5] Er steht auf dem Birchi-Hügel, in der Nähe vom Schlösschen Vorder-Bleichenberg.
- Der ehemalige Bahnhof Bleichenberg der Bahnstrecke Solothurn–Worblaufen-Bern wurde im Dezember 2008 geschlossen. Der Betrieb ist durch eine Buslinie ersetzt.[6]